# 竹本対馬太夫
竹本対馬太夫（たけもとつしまだゆう）は、浄瑠璃の名跡。江戸時代後期より三代を数える。對馬太夫や津島太夫とも表記する。竹本綱太夫系と竹本染太夫系でそれぞれ「対馬太夫」を名乗った太夫があり、竹本綱太夫系初代対馬太夫の門弟が、それぞれを先師とし、三代目竹本対馬太夫を名乗った。

## 竹本染太夫系初代
四代目竹本染太夫（通称：石屋橋）の門弟。
出座歴は不明であるが、『増補浄瑠璃大系図』の四代目染太夫門弟欄に記載がある。五代目染太夫が天保13年（1842年）に建立した四代目染太夫の墓の台石に門弟として名が刻まれている。四代目染太夫は文政6年（1823年）に死去していることから、天保14年（1843年）に改名した竹本綱太夫系の初代対馬太夫よりも対馬太夫の名前は染太夫系の方が先に名乗っていることになる（しかし『義太夫節年表近世篇』にて出座歴は確認できない）

## 竹本綱太夫系初代
（生没年不詳）
竹本芝（柴）太夫 → 七代目竹本紋太夫  → 竹本綱戸（登）太夫 → 七代目竹本紋太夫 → 竹本綱戸（登）太夫  → 初代竹本津島（対馬）太夫 → 五代目竹本綱太夫
本名：大坂屋喜兵衛。屋号は加賀屋。
越中富山の出身。四代目竹本綱太夫の門弟。天保3年（1832年）4月いなり境内の文楽の芝居『彦山権現誓助剱』の「大序 奥」を語り竹本芝太夫として初出座。その後も天保6年（1835年）頃まで出座を続けたが、淡路座への出勤のため、上方を後にしている。天保11年（1840年）帰阪し、同年正月 大坂稲荷社内東芝居『契情小倉の色紙』に竹本綱戸太夫として出座し、「鳴戸の段 次」「箱崎松原の段」を語っている。
綱戸（登）太夫襲名の時期は明らかではないが、同年3月刊行の見立番付「三ヶ津太夫三味線人形見立角力」に「東前頭 京 芝太夫 竹本綱登太夫」と記されていることから、遅くとも天保11年には綱戸（登）太夫を名乗っていたことがわかる。
しかし、同年正月刊行の見立番付「三都太夫三味線人形見競鑑」に西前頭 大坂 柴（芝）太夫事竹本紋太夫と記されており、芝（柴）太夫から竹本紋太夫を襲名したことがわかる。一方、前述の通り3月刊行の見立番付では芝太夫から綱登太夫とあることから、芝太夫の紋太夫襲名は認められていない。これは、江戸に六代目紋太夫が存命中であったためであり、芝太夫は、紋太夫を諦め、綱登（戸）太夫を名乗った。この綱戸（登）太夫の名前は、前述の正月刊行の見立番付では惣（総）後見の筆頭に「大阪 竹本綱戸太夫」と記されており、『義太夫年表近世篇』では出座の番付を見つけることが出来ないが、よほどの重鎮であったと推察され、紋太夫を諦めた芝太夫に綱戸太夫の名跡を譲ったものと思われる。竹本紋太夫は三代目竹本綱太夫の前名であり、綱登太夫も「綱太夫に登る太夫」と読めることから、強く竹本綱太夫への襲名に意欲を燃やしていたものと推察される（竹本濱太夫から竹本紋太夫と三代目綱太夫と同じ改名歴を誇った六代目紋太夫へのライバル意識も考えられる）。
天保12年（1841年）9月刊行の「三都太夫三味線人形改名附録」には「芝太夫改 竹本綱戸太夫」と記されており、紋太夫襲名はなかったことになっているが、綱太夫家所縁の竹本紋太夫名跡への思い断ちがたかったと見え、天保13年（1842年）8月大坂 北ノ新地芝居にて『播州皿屋敷』「鉄山屋敷の段」を竹本紋太夫として語り、七代目竹本紋太夫襲名を再び強行した。江戸の六代目紋太夫は、同年江戸 薩摩座7月29初日（8月4日初日とする史料あり）『菅原伝授手習鑑』「車争ひのだん 松王丸」「天拝山の段」を語っており、大坂と江戸に紋太夫が並立した。綱戸太夫の紋太夫は9月同座の『菅原伝授手習鑑』「寺子屋の段」、『伊賀越道中双六』「岡崎の段」を紋太夫として語っているが、同じく江戸の紋太夫も9月同座『仮名手本忠臣蔵』で十段目を語っている。この並立がいつまで続いたのかは詳らかではないが、翌天保14年（1843年）3月以前刊行の見立番付『三ヶ津太夫三味線大見立相撲』「西前頭 江戸 竹本紋太夫」「西前頭 大坂 竹本綱戸太夫」と記されており、今回の紋太夫襲名も認められることはなかった。
しかし、同年5月京 四条北側芝居『木下蔭狭間合戦』「矢はぎ橋の段 奥」を江戸登り 竹本津島太夫として語っていることから、紋太夫襲名を強行した綱戸太夫は、江戸に下り、江戸の紋太夫（六代目紋太夫）と紋太夫名跡についての話を付け、竹本津島太夫と名を改めたと推察される。
同年3月刊行『三都太夫三味線人形改名附録』に「芝太夫事 綱戸太夫改 竹本津島太夫」とあり、紋太夫はなく、綱戸太夫から初代竹本津島（対馬）太夫ということで問題の決着を見たものと思われる。しかし、続く紋太夫は、五代目綱太夫の門弟から出ていることから、江戸の紋太夫との間で、紋太夫名跡を上方に戻すという約束があったとも考えられる。
また、嘉永元年（1848年）8月刊行「次第不同 三都太夫三味線操改名録」に「芝太夫 綱戸太夫 加太夫 竹本津島太夫 加賀や」とあり、綱戸太夫から加太夫を経て津島太夫を名乗った史料もあるが、天保14年（1843年）3月以後刊行の見立番付『三ヶ津太夫三味線人形大見立』に「東前頭 竹本加太夫」「東前頭 竹本綱戸太夫」と加太夫と綱戸太夫が同時に記載され、同年に津島太夫を名乗っていることからも、竹本加太夫を名乗ったとは考えづらく、唯一可能性があるとすれば、津島太夫として大坂に登る前に江戸で綱戸太夫から加太夫を名乗り、その後に津島太夫と名を改めた…場合であるが、前述の通り見立番付に「綱戸太夫改 竹本津島太夫」と記載がある。
竹本津島太夫と竹本対馬太夫で表記にゆらぎがあり、『義太夫年表近世篇』によれば、どちらの名前も番付で確認できるが、「対馬」が国号であり、国号使用の禁止により「津島」とした理由もあるが、紋太夫襲名を強行するほど綱太夫家（の名跡）に思い入れがあったと推察され、竹本津太夫や竹本津賀太夫のように「津」の字は二代目綱太夫の営んでいた「津國屋」に由来する綱太夫家にとって大切な文字であることから、津島太夫を名乗ったと考えられる。また、同時期に四代目竹本染太夫の門弟にも竹本対馬太夫がいたため、竹本津島太夫とした可能性もある。
弘化2年(1845年)刊行の『浪華太夫三味線町々評判大見立』に西前頭〈早ふ聞に行なされ面白い事じゃ ちゃつと壱岐〉津島太夫と記されている。
弘化5年=嘉永元年（1848年）刊行の見立番付「てんぐ噺」に「古ふても出してみなされ皿屋しき是は御家の宝物なり 竹本津島太夫 鶴澤重造」とあり、前述の七代目紋太夫襲名を強行した天保13年（1842年）8月大坂 北ノ新地芝居にて語っていた『播州皿屋敷』「鉄山屋敷の段」を当たり役としていた。また、鶴澤重造とあるように初代鶴澤重造を長く相三味線としていた。この初代重造と対馬太夫の間には、数々のエピソードが残っている。
二代目綱太夫場である『花上野誉碑』「志渡寺の段」に「十蔵、数馬は左右に別れ」という文章があるが、対馬太夫は右の方に頭や肩をかたげて語る癖が、一方、重造は左の方に頭や肩をかたげて弾く癖がそれぞれあったことから、二人を評し「重造対馬は左右にかたげ」と言われた。「祖爺初代重蔵師之永ラク相手方ヲ勤メラレタ事モ有マス其コンビ時代ニ面白話題ガ残ツテ有升 地口合ノアンドウニ重蔵對馬ハ左右ニ肩ゲトゲト云フノガ秀逸有リマシタ 由是ハ十八番物ノ花上野誉石碑志渡寺ノ段ノ奥デ 重造数馬両人ガ坊太郎ト立合所ノ文句ニ重造数馬ハ左右ニ別レト云フ文章ガ有リマシテ又對馬大夫師ハ右ノ方ニ頭ヲ肩向ケルクセ又重蔵師ハ左ノ方ニ頭ヲ肩向ケルクセガ有升タノデそこで重造つしまは左右ニかたげ」
また、二代目豊澤團平（当時九市）は元々初代鶴澤重造に入門したが、師匠重造は、明治2年（1869年）五代目竹本綱太夫を弾いている際に、綱太夫と揉め、三味線を下において楽屋へ飛び込み、それ以来芝居への出勤を断り、自宅で稽古を続けていたため、九市は芝居に出ることができなかった。そこで、師匠重造からの手紙を持ち、初代豊澤團平のところへ弟子入りしたエピソードがある。
慶応元年（1865年）9月大坂 天満芝居にて太夫 竹本対馬太夫と紋下となり、二代目綱太夫ゆかりの『箱根霊験躄仇討』「滝の段 切」を語っている。続く同年11月北ノ新地芝居でも紋下に座り、こちらも二代目綱太夫場の『勢州阿漕浦』「平次住家の段」を語っている。翌慶応2年（1866年）8月座摩社内では「太夫 竹本対馬太夫 豊竹若太夫」と六代目若太夫と共に紋下に座っている。
津島（対馬）太夫時代、同じ四代目綱太夫門弟である五代目春太夫と人気を争い、後に文楽座の三味線紋下となる五代目豊澤広助（松葉屋）が猿糸時代に津島（対馬）太夫を弾いていた。「摂津大掾師之師匠タル五世春太夫ト此對馬太夫ハ人気之競走ヲセラレシトノ事デ有升 松葉屋廣助師猿糸時代之弾テ居ラレタ太夫サンデ有升」
慶応4年=明治元年（1868年）7月四条道場北ノ小家『近江源氏先陣館』「盛綱陣屋の段」にて対馬太夫改五代目竹本綱太夫を襲名。翌明治2年（1869年）御りやう（御霊）芝居3月『仮名手本忠臣蔵』、4月『五天竺』に「名代 高橋竹造 太夫 竹本綱太夫」として紋下に座り出座したが、その後、堂上方（公家）へ出入りし、公家侍となり名を瓜生隼人を改め、 その後、西陣辺りで風呂屋をしていたと伝わる。
『妹背山婦女庭訓』「妹山背山の段」大判事を当り役とし、生涯に6回勤め、内4回は五代目竹本春太夫が定高を勤めている。
その他にも、綱太夫代々の演物である『摂州合邦辻』「合邦内の段」『勢州阿漕浦』「平次住家の段」『伊賀越道中双六』「岡崎の段」『ひらかな盛衰記』「逆櫓の段」を得意とした他、『仮名手本忠臣蔵』「山科閑居の段」『近江源氏先陣館』「盛綱陣屋の段」『箱根霊験躄仇討』「滝の段」も度々語っている。
五代目綱太夫を「盛綱陣屋の段」で襲名した後も、『佐倉曙』「宗五郎内の段」『箱根霊験躄仇討』「滝の段」『五天竺』「長者館の段」『勢州阿漕浦』「平次住家の段」『関取二代鑑』「秋津嶋切腹の段」『本朝廿四孝』「勘助住家の段」『仮名手本忠臣蔵』「判官切腹の段」『花上野誉石碑』「志渡寺の段」等、歴代綱太夫の演物や紋下太夫に相応しい語り物を勤めている。

## 竹本綱太夫系二代目(三代目)
竹本田島太夫 → 竹本塚太夫 → 三代目竹本対馬太夫（津島太夫）
竹本綱太夫系初代対馬太夫の門弟のため、竹本綱太夫系二代目であるが、染太夫系対馬太夫も存在したことから、それぞれを先師とし、三代目竹本対馬太夫を名乗った。
元は五代目竹本内匠太夫（通称：袋安）の門弟で、初代竹本田島太夫を名乗る。
嘉永2年（1849年）4月改正『三都太夫三味線人形見競鑑』の東前頭に「竹本田島太夫」の名がある。また、嘉永3年（1850年）正月大坂 新築地清水町浜（文楽の芝居）『妹背山婦女庭訓』「小松原の段」を語る竹本田島太夫がいる。この芝居には後に師匠となる初代対馬太夫（五代目綱太夫）も一座している。
『増補浄瑠璃大系図』では師匠五代目内匠太夫が安政3年（1856）に没した後、竹本綱太夫系初代竹本対馬太夫の門弟となり、竹本塚太夫と改名したとなっているが、嘉永5年（1852年）4月清水町浜『みどり浄瑠璃』で「妹背山 四ノ中」を語る竹本塚太夫が確認できることから、既にこの当時塚太夫を名乗っていたことがわかる。
当時「文楽の芝居」の紋下を勤めていた祖父師匠の四代目綱太夫、師匠の初代対馬太夫（五代目竹本綱太夫）らの一座に出座。以降も、師匠の初代対馬太夫（五代目竹本綱太夫）に従っている。
明治2年（1869年）3月御霊芝居　太夫竹本綱太夫『仮名手本忠臣蔵』「六段目 勘平住家の段 切」を語り、竹本塚太夫改三代目竹本対馬太夫を襲名。師の前名を襲った。
明治38年（1905年）8月死去。戒名：聚徳顯道信士。墓所は千日前の三津寺墓地（松林庵）。

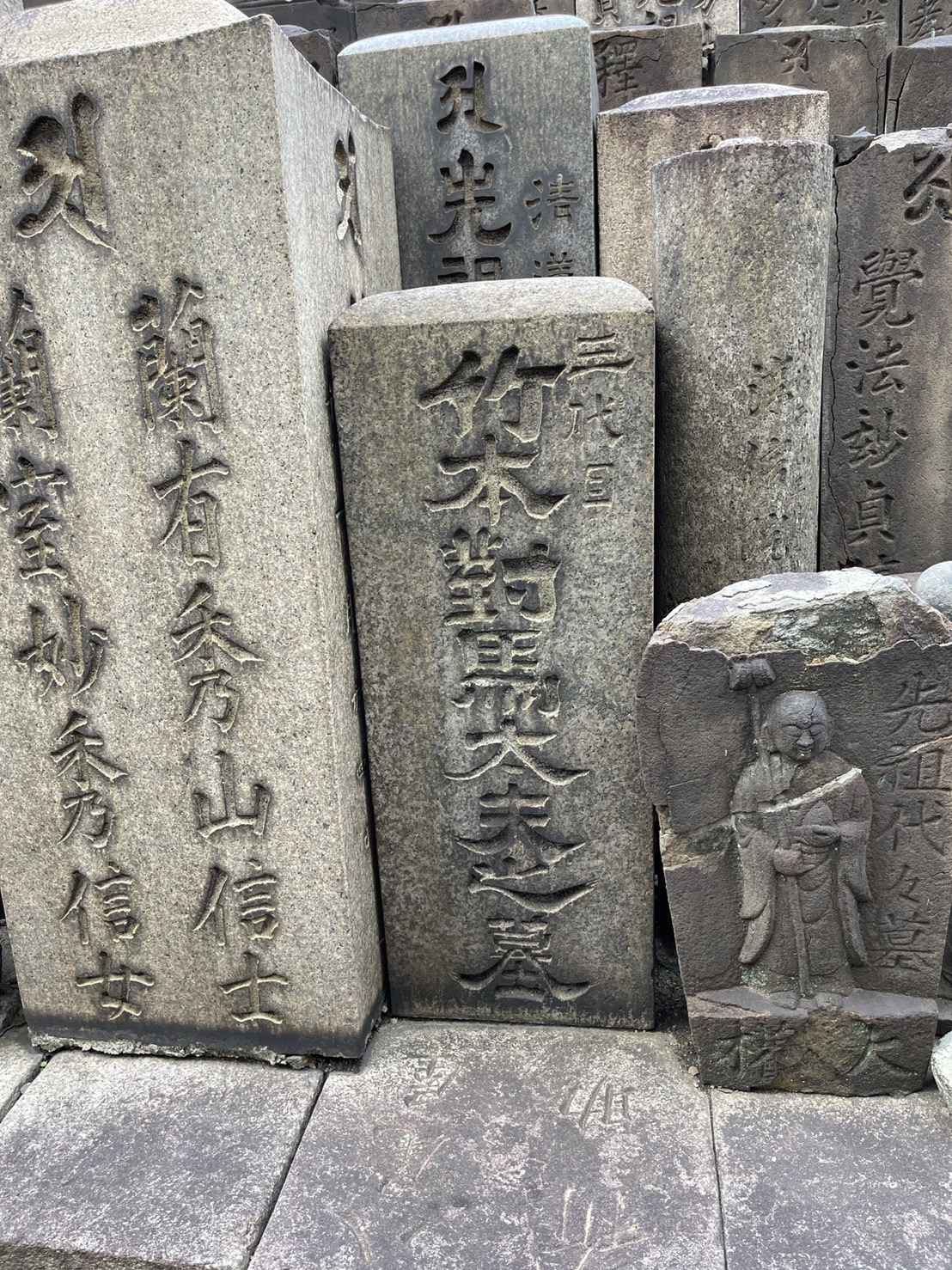
三代目竹本対馬太夫墓